# Aus der Rolle fallen
Aus der Rolle fallen ist eine Redewendung, die vom Theater stammt. Sie wird für ein plötzliches, unerwartetes Verhalten gebraucht, das oft einem Verlust von Selbstdisziplin gleichkommt. Entweder ist ein Darsteller, der aus der Rolle fällt, überfordert mit den „Rollenerwartungen“ (etwa wenn er seinen Text vergessen hat), oder er empfindet diese Erwartungen als eine Zumutung, aus der er ausbrechen will.
Die Theaterrolle und die soziale Rolle werden dabei oft parallel gesetzt. Der Soziologe Erving Goffman hat dies als soziales Verhalten untersucht: Ein Schauspieler oder Lehrer kann aus der Rolle fallen, wenn er vom Publikum oder von den Schülern gestört wird. Frauen „fallen aus der Rolle“, wenn sie einen Beruf ergreifen, der als männlich angesehen wird (Emanzipation), und umgekehrt. Manche Menschen „fallen aus der Rolle“, wenn sie sich unbeobachtet fühlen.
Das Aus-der-Rolle-Fallen ist in vielen szenischen Zusammenhängen beabsichtigt und kontrolliert wie das Beiseitesprechen im populären Theater oder das „Epische Theater“ mit Verfremdungseffekten von Bertolt Brecht, in dem der Schauspieler grundsätzlich neben der Rolle stehen soll.

## Out of Character (OOC)
Bei Computer- und Rollenspielen wird für einen ähnlichen Sachverhalt der Ausdruck Out of Character verwendet.
Im Bereich der Fan-Fiction wird der Begriff des Out of Character meist abwertend genutzt und ist die Bezeichnung für Figuren, die sich aus einem meist vom Autor nicht näher erläuterten Grund oder gar grundlos nicht so verhalten, wie der Leser es von ihm gewohnt ist. Beispielsweise ist eine sonst in sich gekehrte und ruhige Person plötzlich aufbrausend und extravertiert.
Diese Art des Schreibens wird von den meisten anderen Fan-Fiction-Schreibern und Fans abgelehnt und entsprechende Geschichten werden gemieden, da die bekannte Persönlichkeit der Figur häufig zerstört wird und sie dadurch unglaubwürdig wirkt. Kann der Autor den Grund für das Verhalten der Figur glaubwürdig darstellen, wird das Out of Character jedoch in den meisten Fällen akzeptiert.